# Jakob Ornik
Jakob Ornik, slovenski policist, * 1968, † 1. januar 1993.
Ornik je bil pripadnik PEM med slovensko osamosvojitveno vojno.

## Odlikovanja in nagrade
Leta 1994 je prejel častni znak svobode Republike Slovenije z naslednjo utemeljitvijo: »za izjemne zasluge pri obrambi svobode in uveljavljanju suverenosti Republike Slovenije«.